# Saison 10 d'Arabesque
Chronologie
Saison 9 Saison 11
Cet article présente le guide des épisodes de la dixième saison de la série télévisée américaine Arabesque.